# Rielves
Rielves és un municipi de la província de Toledo a la comunitat autònoma de Castella-La Manxa. Limita amb Huecas, Villamiel de Toledo, Bargas, Toledo, Albarreal de Tajo, Gerindote i Barcience.

## Demografia
| 1996 | 1998 | 1999 | 2000 | 2001 | 2002 | 2003 | 2004 | 2005 | 2006 |
| ---- | ---- | ---- | ---- | ---- | ---- | ---- | ---- | ---- | ---- |
| 493  | 493  | 508  | 516  | 542  | 537  | 545  | 567  | 601  | 626  |

## Administració
| Període      | Nom de l'alcalde/-essa    | Partit polític | Data de possessió |
| ------------ | ------------------------- | -------------- | ----------------- |
| 1979 - 1983  | David del Castillo Zamora | UCD            | 19/04/1979        |
| 1983 - 1987  | Rafael Pérez Romojaro     | AP/PDP/UL      | 28/05/1983        |
| 1987 - 1991  | Rafael Pérez Romojaro     | PP             | 30/06/1987        |
| 1991 - 1995  | Pedro Cabezas Ezquerra    | PSOE           | 15/06/1991        |
| 1995 - 1999  | Pedro Cabezas Ezquerra    | PSOE           | 17/06/1995        |
| 1999 - 2003  | Pedro Cabezas Ezquerra    | PSOE           | 03/07/1999        |
| 2003 - 2007  | Pedro Cabezas Ezquerra    | PSOE           | 14/06/2003        |
| 2007 - 2011  | Ángel Calvo Romojaro      | PP             | 16/06/2007        |
| 2011 - 2015  | n/d                       | n/d            | 11/06/2011        |
| 2015 - 2019  | n/d                       | n/d            | 13/06/2015        |
| 2019 - 2023  | n/d                       | n/d            | 15/06/2019        |
| Des del 2023 | n/d                       | n/d            | 17/06/2023        |